# Kirara Nakagawa
Kirara Nakagawa (2005) es una deportista japonesa que compite en ciclismo en la modalidad de BMX estilo libre. Ganó dos medallas en el Campeonato Mundial de Ciclismo Urbano, en los años 2022 y 2023, en la prueba de flatland.

## Palmarés internacional
| Campeonato Mundial | Campeonato Mundial    | Campeonato Mundial | Campeonato Mundial |
| Año                | Lugar                 | Medalla            | Competición        |
| ------------------ | --------------------- | ------------------ | ------------------ |
| 2022               | Abu Dabi (EAU)        | Medalla de bronce  | Flatland           |
| 2023               | Glasgow (Reino Unido) | Medalla de plata   | Flatland           |